# Ангар-Бурун
Анга́р-Буру́н (укр. Ангара-Бурун; крымскотат. Anğara Burun, Ангъара Бурун) — вершина в Крыму, находящаяся в восточной части горного массива Чатыр-Даг, на территории городского округа Алушта (Алуштинского городского совета). Пользуется популярностью среди альпинистов.
Высота — 1453 метра.

## Происхождение названия
Переводится с крымскотатарского как «мыс (вершина) над ущельем».
Возможно, топоним происходит от названия реки Ангара. В переводе с тюркских языков *angara — «расселина», «ущелье», «каньон». В свою очередь, слово заимствовано тюрками, как считается, из бурятского языка, на котором означает «пасть», «рот».

## География
Вершина куполообразная с травянистыми западными и южными склонами. Южная часть горы также имеет множество скальных стен и обрывов. На востоке гора резко обрывается Ангарским перевалом.
Гора состоит главным образом из известковых пород. Склоны в основном покрыты буковыми лесами. В северной части Ангар-Буруна расположена ложбина Холодный Кулуар, считающаяся наиболее лавиноопасным местом в Крыму.

## Факты
- На южном склоне в 1987 году проходили съёмки детского фантастического фильма «Лиловый шар». На горе до сих пор осталась часть декораций[источник не указан 2373 дня].
- Через вершину Ангар-Бурун проходят популярные маршруты горного туризма.

## Галерея

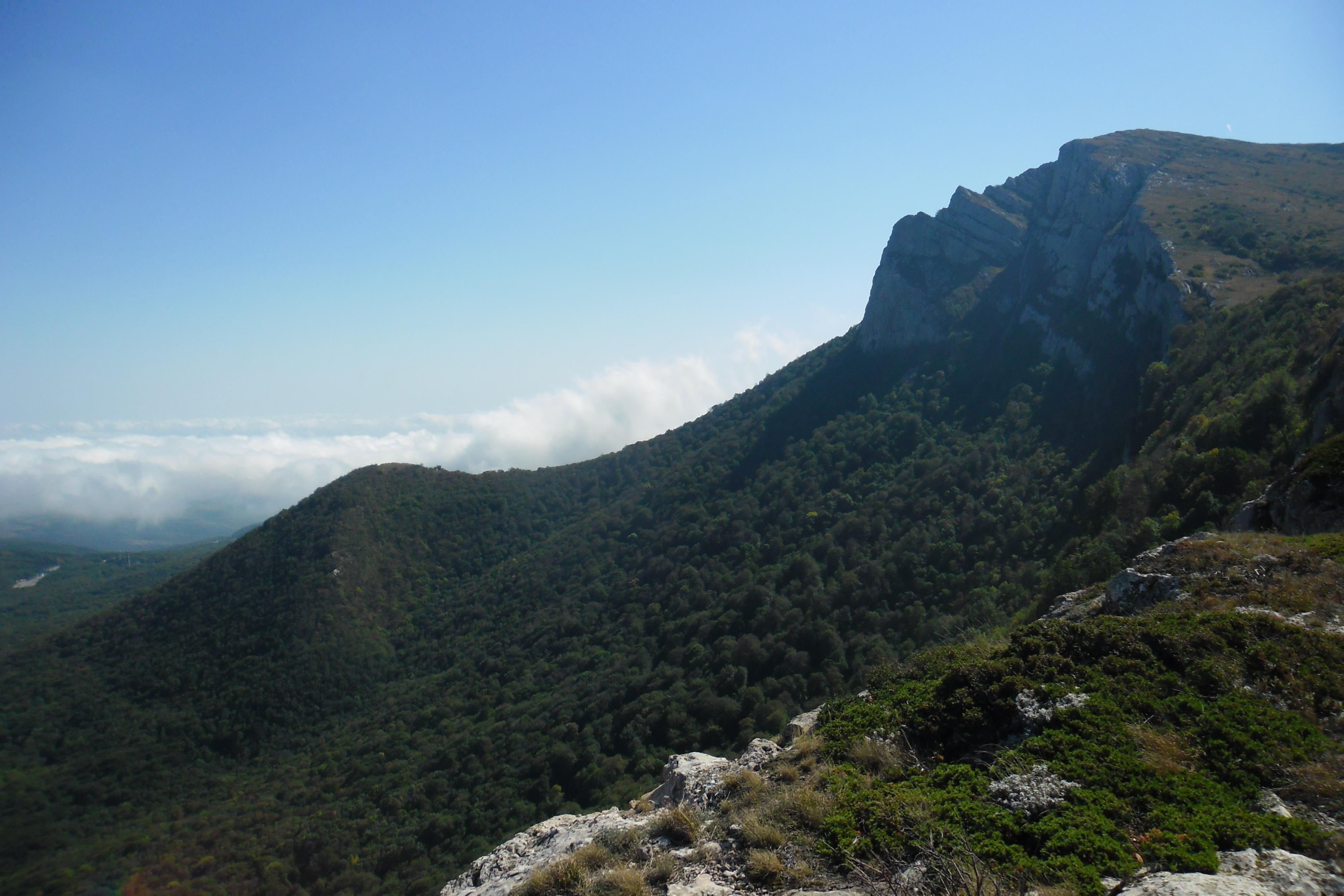
Ангар-Бурун и Сахарная головка
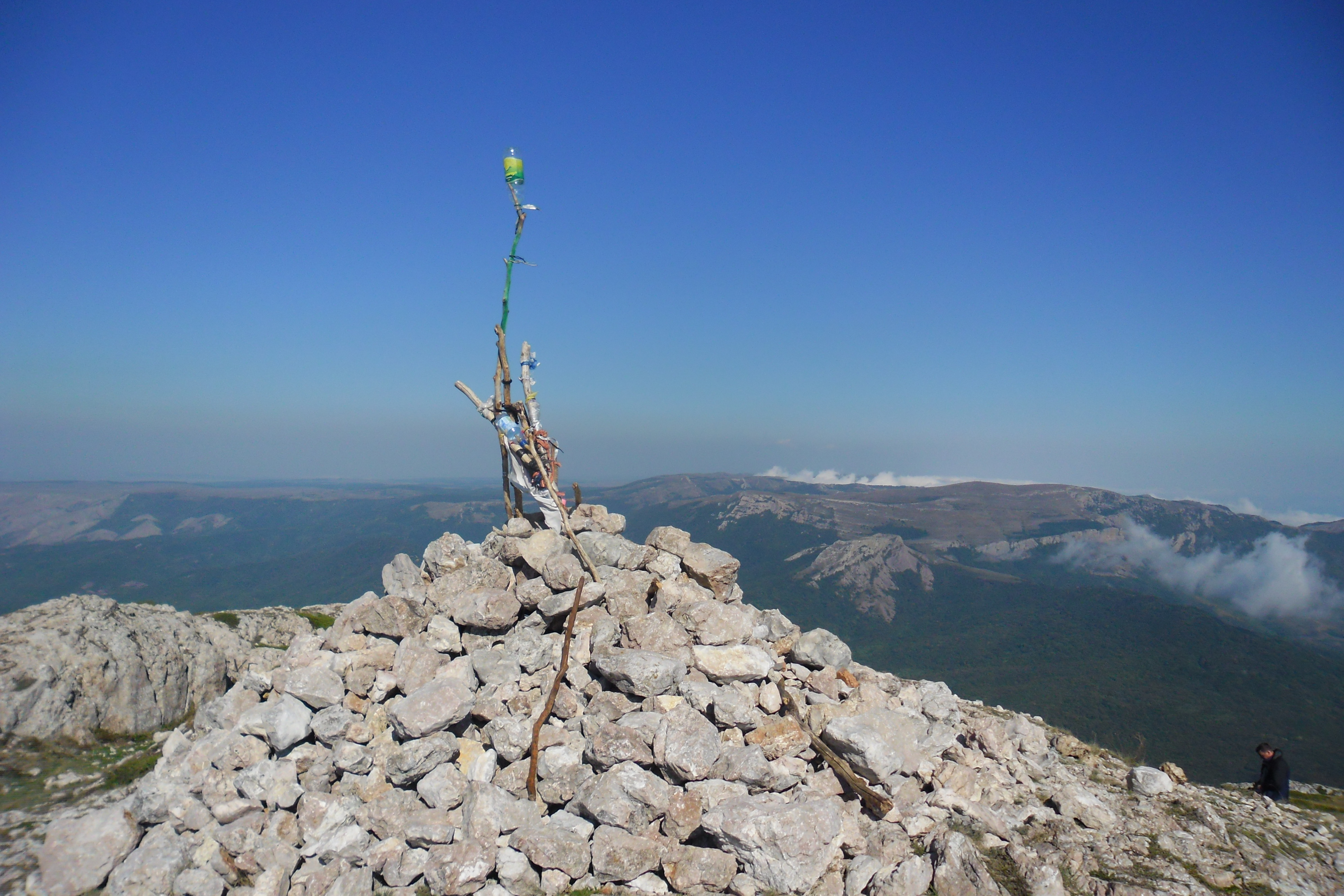
Гурий на вершине горы.
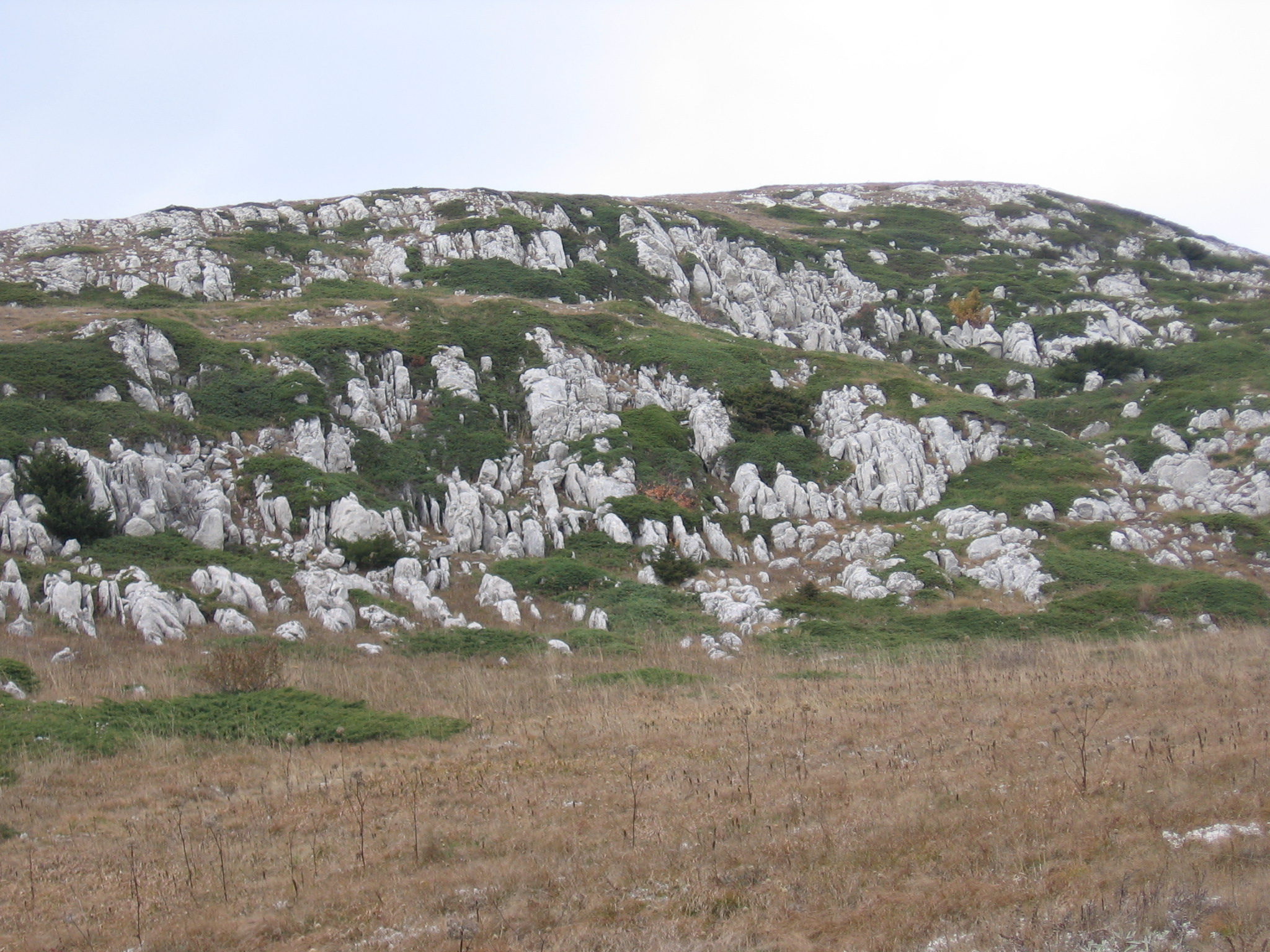
Фигуры выветривания на южном склоне Ангар-Бурун
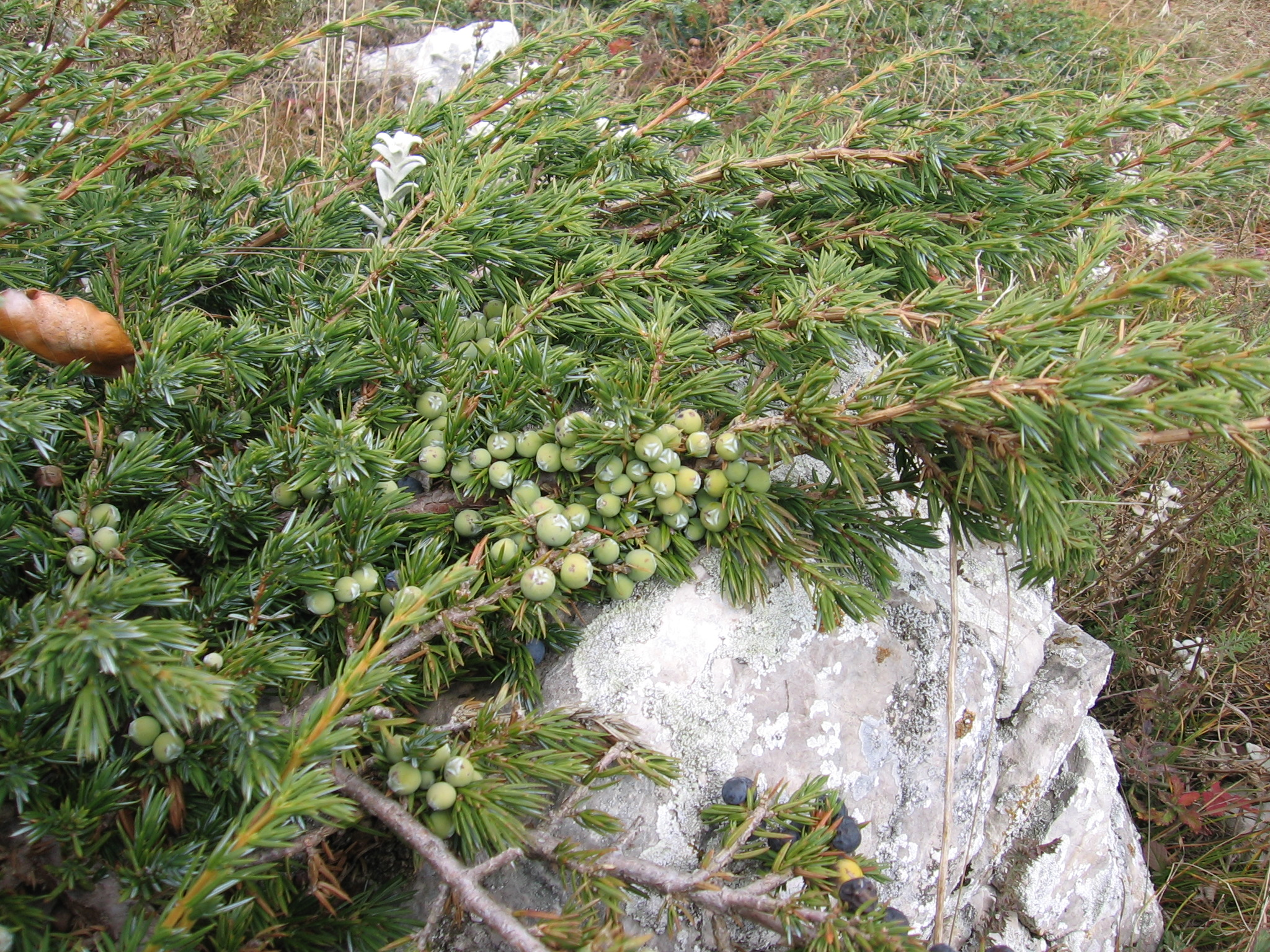
Можжевельник прижатый на Ангар-Буруне
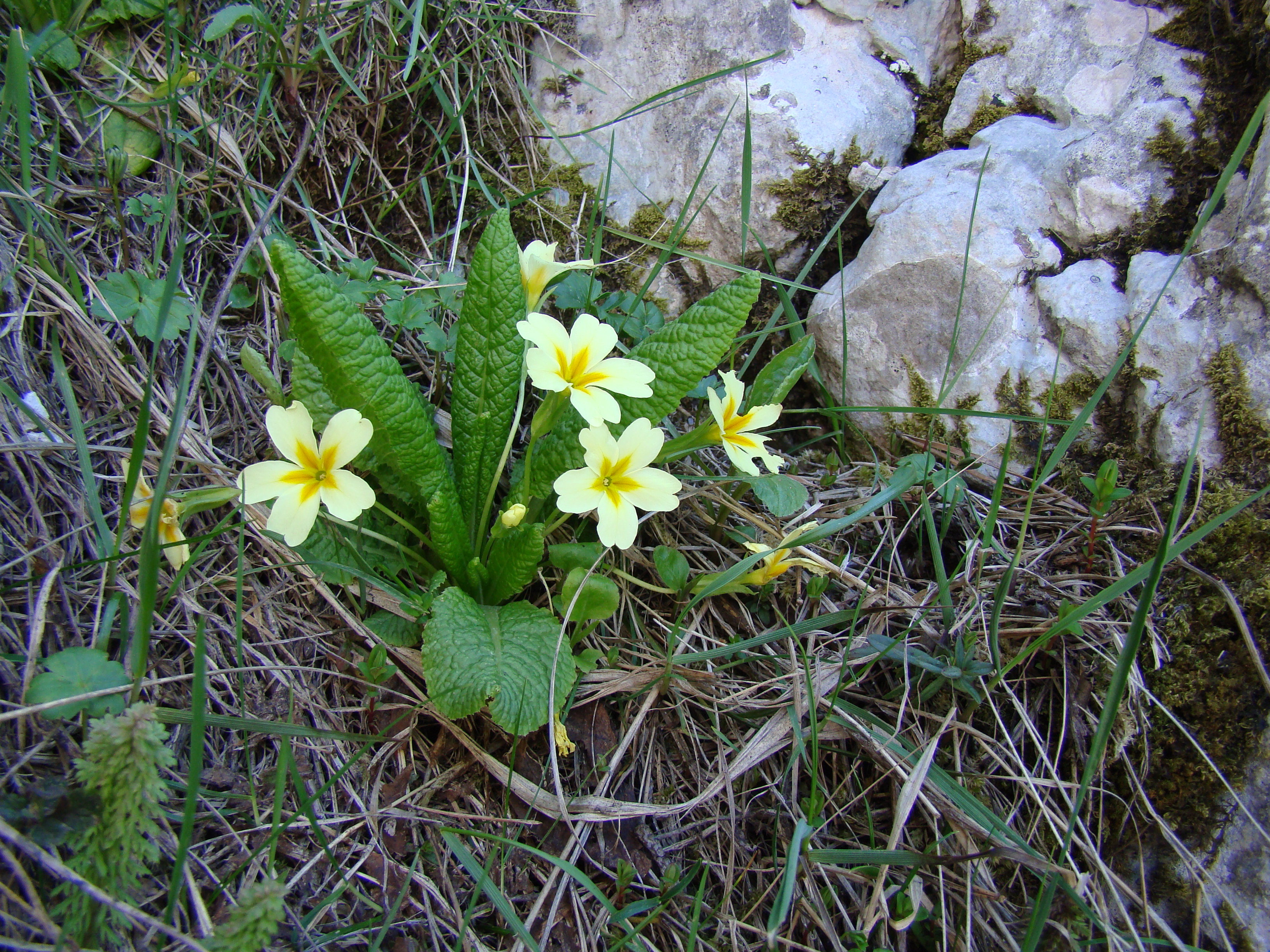
Первоцвет
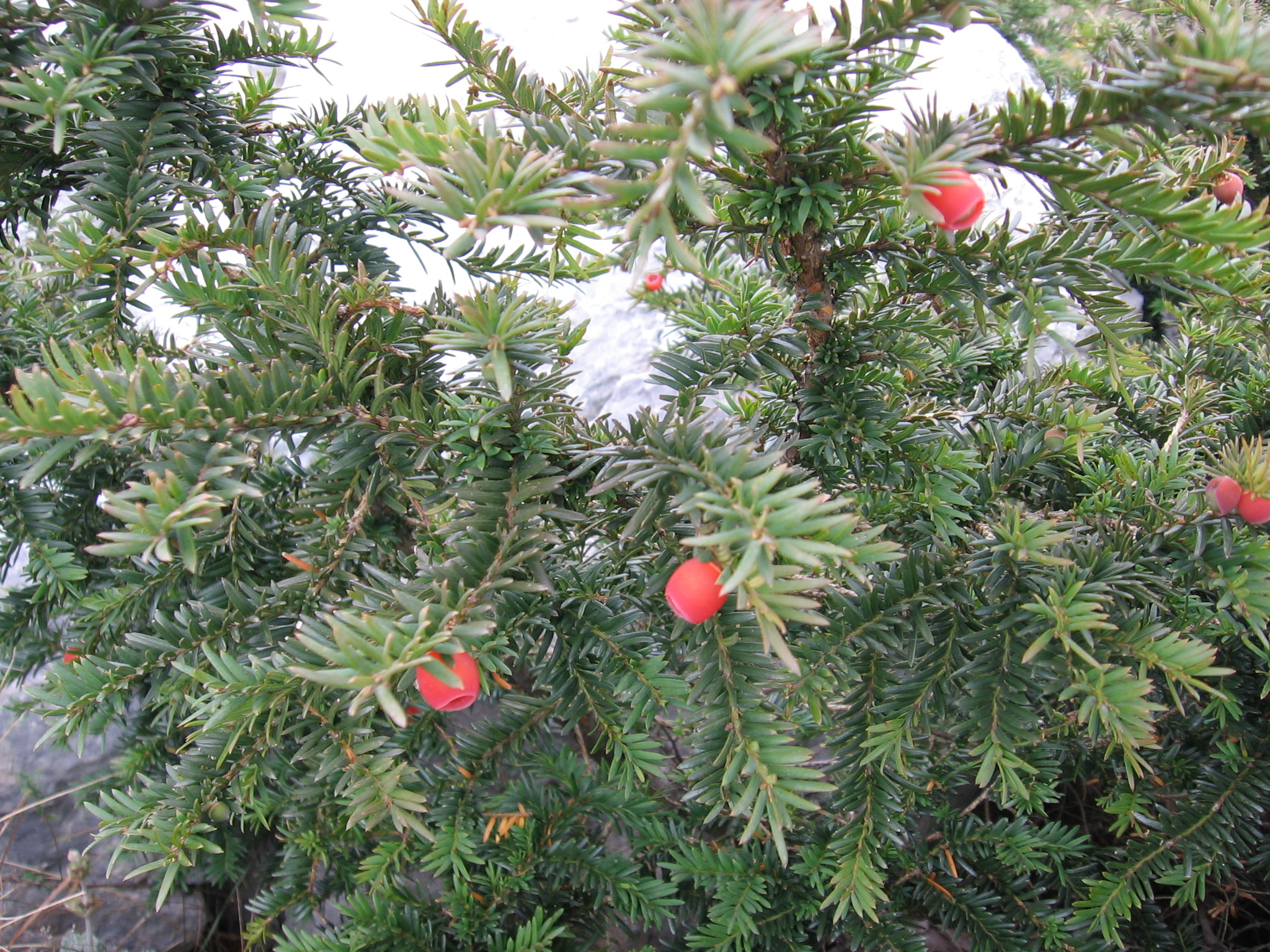
Тис ягодный в расселине верхнего плато, Ангар-Бурун
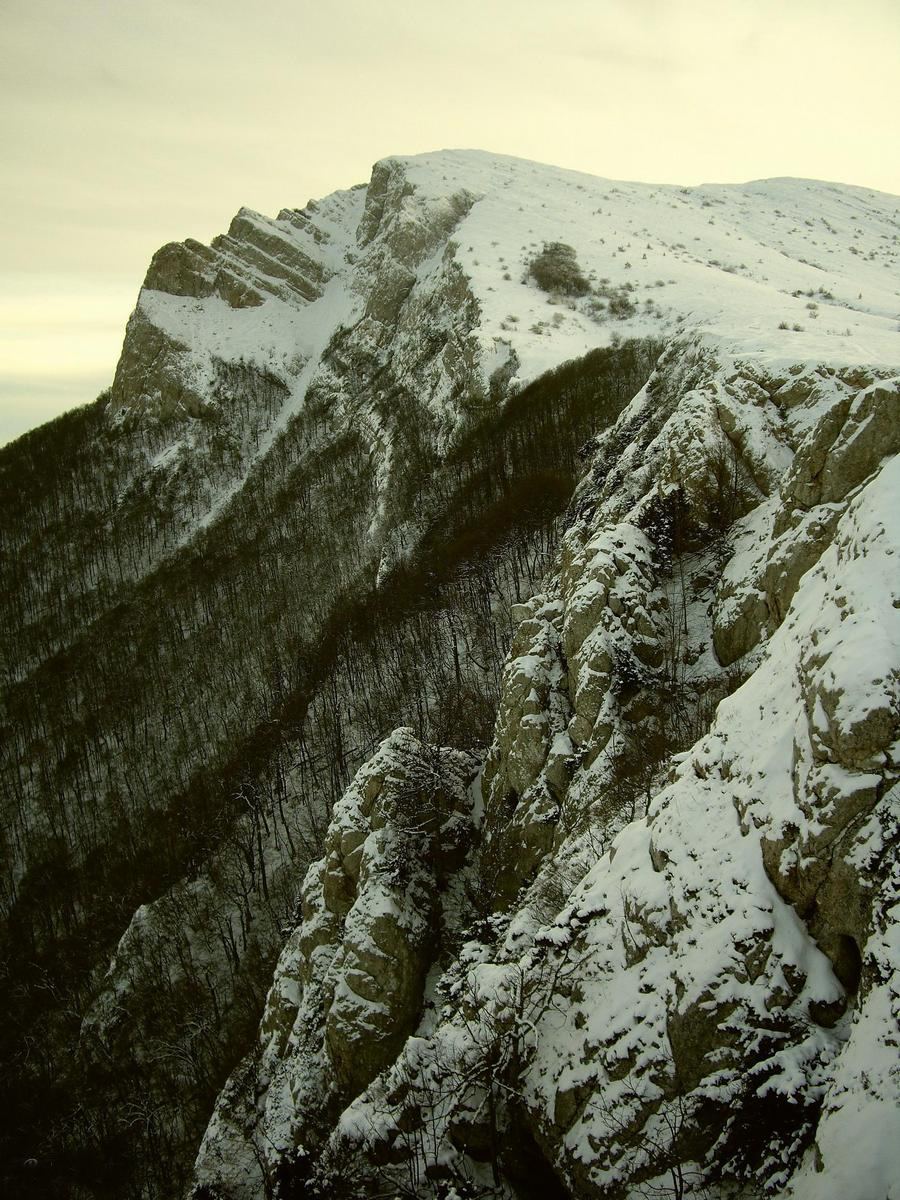
Ангар-Бурун зимой
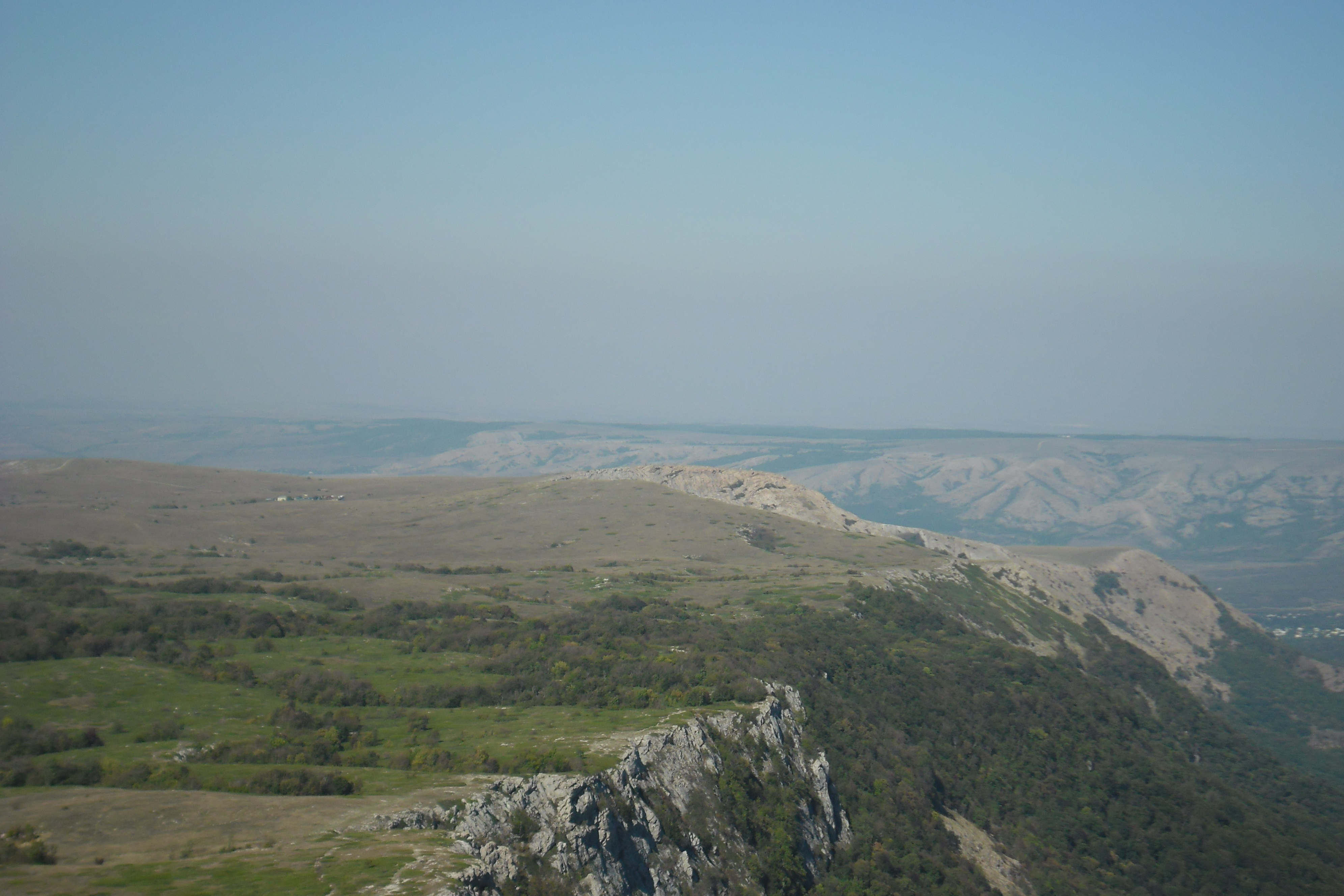
Вид с Ангар-Буруна на обрывы Нижнего плато
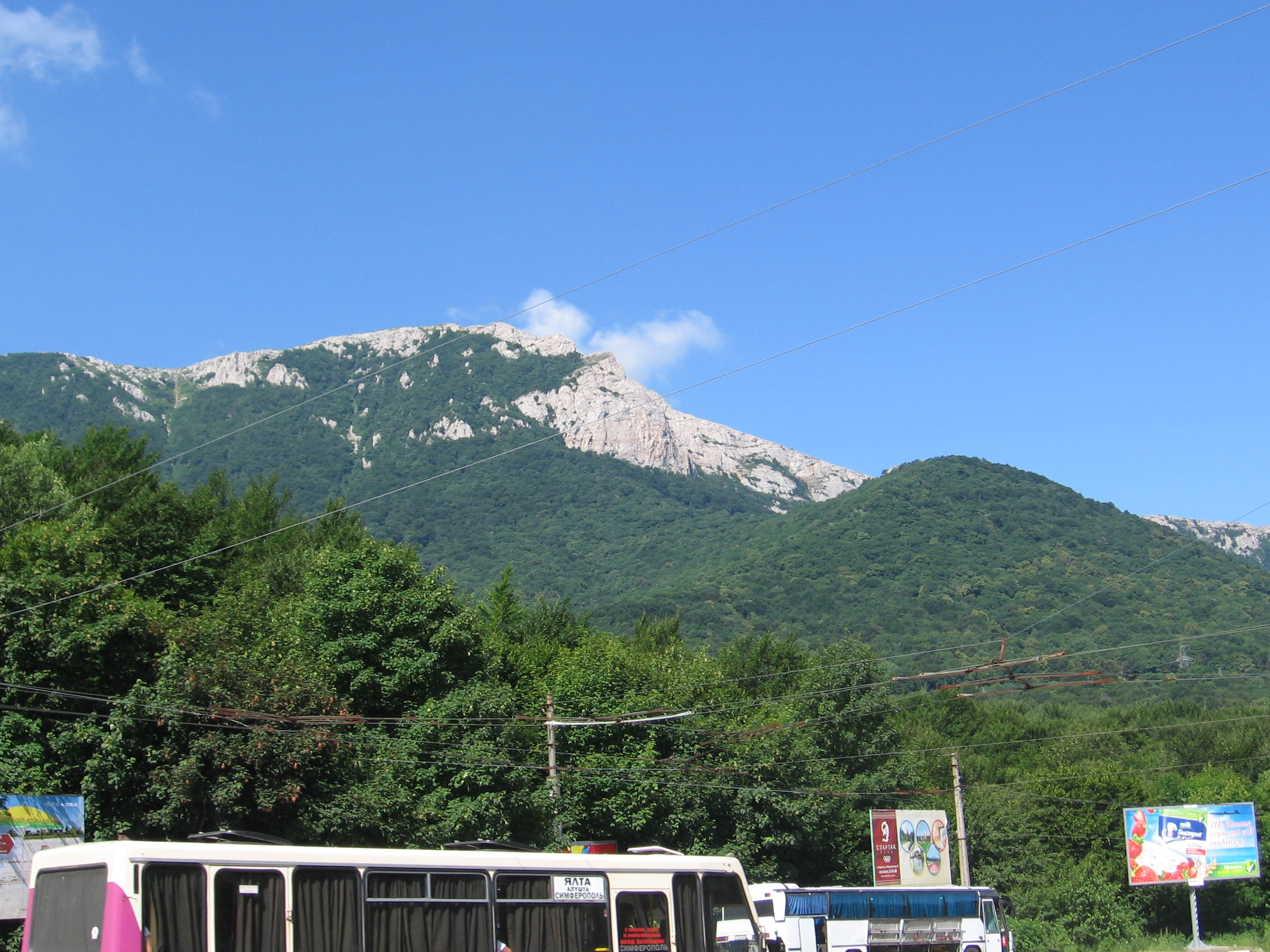
Вид на Ангар-Бурун с Ангарского перевала
- Круговая панорама с горы